# مشروع فيريتاس
مشروع فيريتاس هو مجموعة ناشطة روتليدج أمريكية أسسها جيمس أوكيف في عام 2010. تنتج المجموعة مقاطع فيديو متلاعب بها لعملياتها الخفية، والتي تستخدم التسجيلات السرية لادعاء سوء السلوك والفساد في المؤسسات الإعلامية الرئيسية والمجموعات التقدمية. يستخدم مشروع فيريتاس فخًا لتوليد دعاية سيئة لخدمة أهدافه، ونشر معلومات مضللة ونظريات المؤامرة في مقاطع الفيديو والعمليات الأخرى.
تشمل أهداف مشروع فيريتاس جمعية تنظيم الأسرة، واتحاد المنظمات المجتمعية للإصلاح الفوري (إيه سي أو أر إن)، والإذاعة الوطنية العامة (إن بّي أر)، وسي إن إن، وواشنطن بوست. في عام 2009، نشر شركاء مشروع فيريتاس مقاطع فيديو مضللة صورت موظفي اتحاد المنظمات المجتمعية للإصلاح الفوري يقدمون نصائح حول إخفاء نشاط غير قانوني، ما تسبب بإغلاق اتحاد المنظمات بعد فقدان التمويل؛ حصل اتحاد المنظمات على البراءة من المخالفات من قبل المدعي العام في كاليفورنيا في عام 2010، ودفع المرتبطون بالفيديوهات ما مجموعه 150 ألف دولار في تسويات لموظف من اتحاد المنظمات الذي رفع دعوى قضائية بتهمة التشهير. وقد استقالت المديرة التنفيذية للإذاعة الوطنية العامة فيفيان شيلر في عام 2013 بعد أن أصدر مشروع فيريتاس مقطع فيديو متلاعب به يصور مديرًا تنفيذيًا آخر في الإذاعة الوطنية العامة يدلي بتعليقات مثيرة للجدل حول حركة حزب الشاي والتمويل الفيدرالي للإذاعة الوطنية العامة. حاول مشروع فيريتاس، دون جدوى، تضليل صحيفة واشنطن بوست لنشر معلومات كاذبة حول مزاعم سوء السلوك الجنسي لدى روي مور في عام 2017؛ فازت الصحيفة بجائزة بوليتزر بعد كشفها عن العملية.
كمنظمة غير حكومية، يُمول مشروع فيريتاس عبر صندوق المانحين التابع للمحافظين (الذي قدم أكثر من 6.6 مليون دولار من عام 2011 حتى عام 2019) وداعمين آخرين بما في ذلك مؤسسة دونالد جيه ترامب. وفي عام 2020، نشرت صحيفة نيويورك تايمز كشفًا يوضح بالتفصيل استخدام مشروع فيريتاس للجواسيس الذين جندهم إريك برنس للتسلل إلى «حملات الكونغرس الديمقراطية والمنظمات العمالية والجماعات الأخرى التي تعتبر معادية لأجندة ترامب». تشير مقالة نيويورك تايمز إلى الروابط الوثيقة بين أوكيف وبرنس وبين إدارة ترامب، وتفاصيل المساهمات مثل تحويل مليون دولار من الأموال من مصدر لم يكشف عنه لدعم عملهم. استندت النتائج جزئيًا إلى وثائق الاكتشاف في قضية رفعها الاتحاد الأمريكي للمعلمين، في ميشيغان، والتي اخترقها مشروع فيريتاس.

## تاريخ
تأسس مشروع فيريتاس في يونيو عام 2010 من قبل جيمس أوكيف.
خلال حملة عام 2016، زعمت المنظمة زوراً أنها أظهرت أن حملة هيلاري كلينتون قبلت التبرعات غير القانونية من مصادر أجنبية. وجرت مقاضاة عضوين في مشروع فيريتاس بتهمة التشهير من قبل موظف في اتحاد المنظمات المجتمعية للإصلاح الفوري، الذي وُصف بشكل خاطئ على أنه «مشارك بإرادته في مخطط الاتجار بالجنس دون السن القانونية». أسفرت الدعوى عن تسويتين: أصدر أوكيف بيان اعتذار ودفع مئة ألف دولار لموظف في اتحاد المنظمات عام 2013؛ ودفع العضو الآخر في مشروع فيريتاس للموظف مبلغًا إضافيًا قدره خمسون ألف دولار في عام 2012.
في عام 2017، ضُبط مشروع فيريتاس خلال محاولته الفاشلة لخداع صحيفة واشنطن بوست لنشر قصة ملفقة حول مزاعم سلوك جنسي سيئ لروي مور. لكن واشنطن بوست لم تنشر القصة التي تتهم مور بجعل مراهقة حبلى، بل تقصت الرواية التي عُرضت عليها، وقيمت المصدر ومصداقيتها، ووجدت في النهاية أنه لا يوجد أي أساس لادعاءاتها، واكتشفت أن مشروع فيريتاس كان يحاول خداع صحيفة واشنطن بوست.
مُنع أوكيف من جمع التبرعات لمشروع فيريتاس في فلوريدا، وماين، وميسيسيبي، ويوتا، وويسكونسن، ويرجع ذلك جزئيًا إلى سجله الجنائي الفيدرالي لدخوله مبنى فيدراليًا تحت ذرائع احتيالية وجزئيًا لأن مشروع فيريتاس فشل مرارًا وتكرارًا في الكشف عن الإدانات الجنائية لأوكيف في طلبات الحصول على مركز غير ربحي. وتوجد أيضًا مشكلات كشف مماثلة لتسجيل المجموعة في نيو مكسيكو ونيويورك وكارولاينا الشمالية.
في 11 فبراير عام 2021، عُلق حساب تويتر الخاص بمشروع فيريتاس بشكل دائم، بسبب الانتهاكات المتكررة لسياسة المعلومات الخاصة في تويتر، وفي الوقت نفسه، أغلق حساب أوكيف الشخصي مؤقتًا لانتهاكه السياسة بانتظار حذف تغريدة.
ادعى أوكيف أن مشروع فيريتاس لديه أكثر من 330 تراجعًا وتصحيحات وتوضيحات من وسائل الإعلام على «جدار العار» الخاص به.

## المحتوى

### تسجيلات جمعية تنظيم الأسرة (2008)
في عام 2006، قابل أوكيف ليلى روز، مؤسسة مجموعة مناهضة للإجهاض في حرم جامعة كاليفورنيا، لوس أنجلوس. وسجلا سرًا لقاءات في عيادات تنظيم الأسرة في لوس أنجلوس وسانتا مونيكا، وقد تظاهرت روز بأنها فتاة تبلغ من العمر 15 عامًا حملت من قبل رجل يبلغ من العمر 23 عامًا. صنعت روز وأوكيف مقطعي فيديو يحويان نسخ معدلة بشكل كبير من التسجيلات ونشراها على موقع يوتيوب. صور أحد مقاطع الفيديو عاملة في عيادة تشير إلى أن روز «تحدد تاريخ ميلاد مناسب» لتجنب تقرير الشرطة عن اغتصاب قانوني، والذي كان يتعين على العيادة تقديمه بموجب قانون كاليفورنيا؛ ثم حذف الفيديو أجزاء من المحادثة الكاملة التي طلبت فيها موظفة تنظيم الأسرة من روز استشارة والدتها بشأن الحمل وقال موظف آخر لروز، «علينا اتباع القوانين». حذفت روز مقاطع الفيديو بعد أن أرسلت جمعية تنظيم الأسرة لها رسالة وقف وكف في مايو عام 2007، تؤكد أن مقاطع الفيديو تنتهك قوانين التسجيل الصوتي في كاليفورنيا، والتي تتطلب موافقة جميع الأطراف المسجلة.

### فيديوهات اتحاد المنظمات المجتمعية للإصلاح الفوري (إيه سي أو أر إن) (2009)
أنتجت المنظمة مقاطع فيديو متلاعب بها تستهدف اتحاد المنظمات المجتمعية للإصلاح الفوري، وهي منظمة مدافعة عن الأفراد من ذوي الدخل المنخفض والمتوسط عمرها 40 عامًا.
في سبتمبر عام 2009، نشر أوكيف وشريكته هانا جايلز تسجيلات محررة للكاميرا الخفية، وفيها تظاهرت جايلز بأنها تعمل في الدعارة وأوكيف صديق لها، طالب قانون، في محاولة لاستنباط ردود مسيئة من موظفي اتحاد المنظمات. إن معظم المسجلين لدى اتحاد المنظمات هم من الجاليات الأمريكية اللاتينية والأفريقية. وسجلت مقاطع الفيديو خلال صيف عام 2009، تبدو أنها تظهر موظفين من المستوى المنخفض من اتحاد المنظمات في ست مدن يقدمون المشورة لجايلز وأوكيف حول كيفية تجنب اكتشاف السلطات للتهرب الضريبي وتهريب البشر ودعارة الأطفال. وقد أطر التسجيلات السرية بمقدمة له مرتديًا زي «القواد»، والذي كان يرتديه أيضًا في مقابلات وسائل الإعلام التلفزيونية. أعطى هذا للمشاهدين، بما في ذلك وسائل الإعلام، انطباعًا بأنه ارتدى هذه الملابس عند التحدث إلى عمال اتحاد المنظمات. ولكنه دخل مكاتب اتحاد المنظمات بملابس الشارع المحافظة (يظهر كُم قميصه على الكاميرا). وفوق ذلك، أبلغ موظفو اتحاد المنظمات عن أنشطته إلى قسم شرطة سان دييغو بعد مغادرته. لكن أوكيف حرر التسجيلات الموظفين وتلاعب بها بشكل انتقائي، بالإضافة إلى تشويه التسلسل الزمني. أعرب العديد من الصحفيين ووسائل الإعلام عن أسفهم لعدم تمحيص أعماله وفحصها بشكل صحيح.